# Внутренний туризм в России
Внутренний туризм в России — туризм в пределах территории Российской Федерации лиц, постоянно проживающих в Российской Федерации. Часть туризма в России.

## Внутренний туристический поток

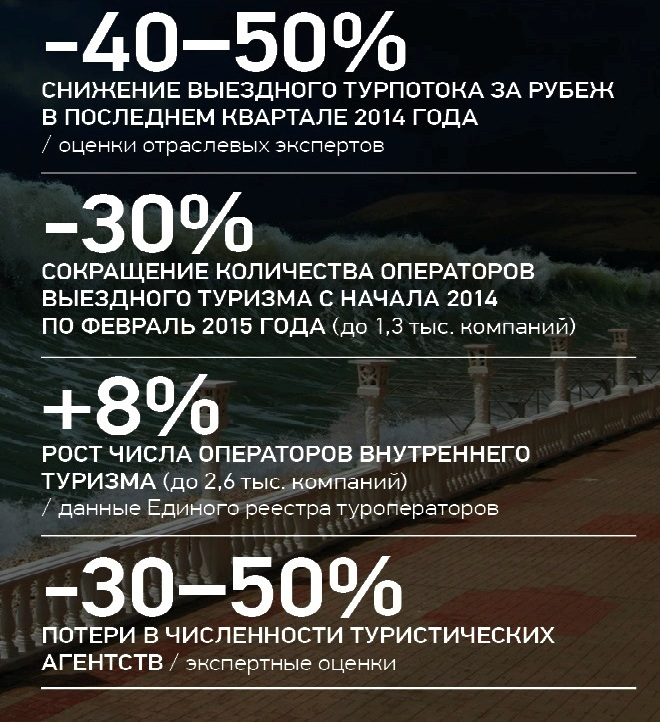
Динамика внутреннего и внешнего туризма в 2014—2015 годах

В Российской Федерации внутренний туризм становится все более популярным. Однако, достоверно оценить рынок туристских услуг внутреннего туризма затруднительно, так как сложившаяся система статистических наблюдений не предполагает системного сбора данных со стороны спроса. Эффективный сбор статистики ведется только со стороны предложения в части специализированных предприятий. Комплексной информации об объёмах и структуре туристских расходов, ресурсах использовании туристских товаров и услуг не имеется. Внутренний туристский поток не является предметом специальной статистической отчетности Федеральной службы государственной статистики. Значительная доля внутренних туристов предпочитают путешествовать самостоятельно, используя личный транспорт, без обращения к туристическим операторам и не используя средства размещения. Хозяйственная деятельность субъектов внутреннего туристического рынка зачастую не находит отражения в статистической и финансовой форме «Тур-1». Наиболее достоверную статистику о внутренних туристах можно получить на основе данных санаторно-курортных организаций, предприятий отдыха и туристских баз, так как этих организациях отдыхают преимущественно граждане Российской Федерации и их клиентов можно однозначно идентифицировать как туристов.
В СССР внутренний туризм был особенно распространен: по данным на 1990 год, 52 млн человек в год совершали туристические поездки внутри страны.
В 2012 году в коллективных средствах размещения было размещено 32 миллиона российских граждан, 1 миллион 800 тысяч россиян приобрели путевки для путешествия по стране.
В Российской Федерации рынок внутреннего туризма фактически стагнировал до 2013 года, т.к рост не превышал 2-3 % в год. В 2013 году на фоне ослабления рубля и падения выезда произошел резкий рывок и ежегодный прирост составлял около 20 %. Также повышение спроса на внутренние поездки произошло в связи с внедрением пакетных туров. Крупнейшие туристические операторы, которые раньше, преимущественно работали на сегменте выездного туризма начали предлагать на отечественном рынке и полноценные пакетные туры на курорты России, которые включали в себя авиаперелёт, трансфер, проживание, питание. Подобное предложение позволило снизить цены и повысить качество услуг, что переориентировало туристов, которые ранее отдыхали самостоятельно, на организованный отдых.
В середине 2010-х годов из-за внешнеполитической обстановки и введенных санкций против России произошло перераспределение туристических потоков. Санкции осложнили россиянам процесс получения виз и увеличили стоимость их приобретения. До введения санкций основной поток туристов отдыхал за границей, процент внутреннего туризма был незначительным. После введения санкций снизилось количество выездного туристического потока, за счёт которого увеличился внутренний туристический поток. По мнению многих аналитиков, введенные санкции значительно улучшили и расширили развитие сферы внутреннего туризма в России. В 2014 году курс зарубежной валюты по отношению к рублю стал расти, что негативно отобразилось на раннем бронировании выездных туров и вызвало кризис у крупных туристических операторов, работавших на рынке выездного туризма — ряд крупных туристических операторов обанкротился — «Нева», «Лабиринт», «Идеалтур», «Вокруг света».
В 2014 году после аннексии Крыма Российской Федерацией, для россиян открылся один из туристических регионов, с большим количеством курортно-оздоровительных мест и достопримечательностей. До 2020 года в Крыму планируется создать 6 туристических кластеров. В то же время, в связи с санкциями против России, изменился состав туристического потока в Крыму. Для европейских и базирующихся в Европейском союзе компаний введён запрет на оказание туристических услуг в Крыму. Круизные компании отменили заходы своих лайнеров в крымские порты. В частности, о таком решении официально заявили Costa Crociere, Azamara, Oceania Cruises, Regent Seven Seas Cruises, Windstar Cruises, MSC Cruises, Червона Рута.
В 2015 году существенно снизился выездной туристический поток в Турцию и Египет. 31 октября 2015 года в результате террористического акта самолёт Airbus A321 российской авиакомпании «Когалымавиа» разбился в Египте над Синайским полуостровом. Все 224 человека, находившихся на борту, погибли. 24 ноября 2015 года фронтовой бомбардировщик Су-24М ВКС Российской Федерации, входивший в российскую авиационную группу в Сирии, был сбит ракетой «воздух-воздух», выпущенной истребителем F-16C ВВС Турции в районе сирийско-турецкой границы на высоте около 6000 метров. Отдых в Турции и Египте пользовался популярностью у россиян из-за доступной цены, но из-за вышеуказанных событий, многие туристы отказались от поездок опасаясь за свою жизнь, либо по политическим мотивам потребовали обратно у туристических операторов свои деньги, потраченные на путёвки. В 2015 году жителями было совершенно 50 миллионов поездок по России, продано около 600 тысяч туристических пакетов по России. Наиболее популярными туристическими регионами России стали Центральный и Южный. С 2014 по 2015 год рост внутреннего туризма увеличился на 25 %, а выездной туризм из России за этот же период сократился на 35 %. Эксперты туристической отрасли назвали главным трендом 2015 года переориентацию на внутренний туризм.
В 2016 году туристические операторы расширили линейку продуктов, добавив в неё бюджетные варианты с трансфером по железной дороге чартерными поездами. Москва, Санкт-Петербург и Сочи в 2016 году стали самыми посещаемыми городами.
В 2017 году внутренний туризм вырос по сравнению с 2016 годом на 2 % и составил 55 миллионов поездок. В 2017 году в коллективных средствах размещения было размещено 54 миллиона российских граждан.

## Туристические предпочтения россиян
Цели внутренних туристических поездок россиян
 Досуг, отдых и рекреация (71 %) Круизы (12 %) Лечение (6 %) Деловые, профессиональные (5 %) Религиозные (паломнические) (1 %) Прочие (5 %)
Цели туристических поездок россиян по своей стране существенно различаются. Преобладают досуг, отдых и рекреация. При дальних поездках преобладает отдых у моря, также существенный удельный вес имеют круизы. На поездки с культурно-познавательными целями приходится около 20 процентов внутреннего туристского потока.
Цели внутренних туристических поездок россиян:
- Досуг, отдых и рекреация −71 %
- Круизы — 12 %
- Лечение — 6 %
- Деловые, профессиональные — 5 %
- Религиозные (паломнические) — 1 %
- Прочие — 5 %

Религиозный туризм начал развиваться после празднования тысячелетия крещения Руси в 1988 году некоторые храмы Москвы начали организовывать паломнические поездки во вновь открывшиеся монастыри: Оптину пустынь, Толгский Монастырь и другие. В Центральном федеральном округе популярны маршруты по православным монастырям во Владимирской, Воронежской, Калужской, Костромской, Московской, Рязанской, Тверской, Ярославской и Смоленской областях, по «Золотому кольцу России». Паломнический туризм развит в Северо-Кавказском и Приволжском федеральном округе, Иркутской области и Прибайкалье.
C 2009 года после появления игорных зон и запрета любой игорной деятельности, проводящейся вне таких зон как вид внутреннего туризма получил развитие игорный отдых.
Региональная структура российского внутреннего туристского потока в 2015 году
 Крымский (6 %) Дальневосточный (1 %) Сибирский (10 %) Уральский (6 %) Северо-Кавказский (3 %) Южный (24 %) Приволжский (7 %) Северо-Западный (12 %) Центральный (31 %)
В России значительная доля внутреннего туризма приходится на семьи. Статистическое исследование на Северо-Западе России показало, что замужние (женатые) люди на 16 % чаще совершают туристские поездки, чем холостые.
Среди 10 регионов-лидеров внутреннего туризма: Московская область, Москва, Приморский край, Санкт-Петербург, Республика Татарстан, Краснодарский и Алтайский края, Калининградская, Волгоградская,
Краснодарский край за счет черноморской дестинации дает до трети всей емкости внутреннего туристского рынка России. Байкальская дестинация является одной из наиболее востребованных на внутреннем рынке туристических услуг. Высокие перспективы на рынке российского внутреннего туризма имеет Алтайский край. Дальневосточный регион за исключением Приморского края в силу своей удаленности от основных российских потребителей их туристских ресурсов в данный момент на внутреннем рынке туризма не является востребованной дестинацией.
После проведения в 2014 году Зимних Олимпийских игр в Сочи, город Сочи стал одним из привлекательных курортов. В летний период большинство туристов выбирают для отдыха пляжи Черноморского побережья, а в осенне-зимний сезон — горнолыжные курорты. Также Сочи считается лучшим местом для проведения международных форумов, соревнований и выставок.
По итогам 2017 года лидерами внутреннего туризма были:
- Краснодарский край (15,8 миллиона туристов)
- Московская область (14,1 миллиона туристов)
- Республика Крым (5,4 миллиона туристов)

Самые высокие темпы роста внутреннего туризма в 2017 году продемонстрировали Ярославская область (прирост на 24 %), Приморский край (прирост на 20 %) и Карачаево-Черкесия (прирост на 20 %).
Половина россиян, приобретающих путевку по стране у туристических операторов выбирают тот же регион в котором проживают, что говорит о популярности краткосрочного отдыха и туров выходного дня.
Наибольшее количество граждан России, которые пользуются услугами туристических операторов для путешествий по стране проживают в Республике Алтай, Новгородской области, Чувашии, Карелии, Владимирской области.

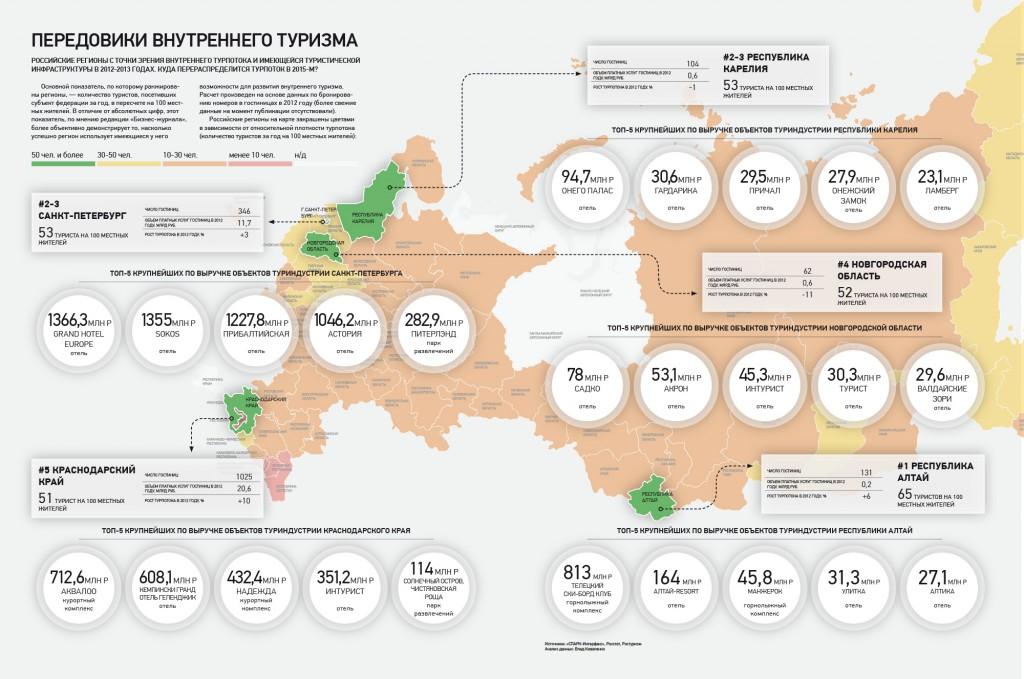
Пятёрка лидеров — регионов России по внутреннему туризму (2012 год)

## Государственное регулирование внутреннего туризма в Российской Федерации
Поддержка и развитие внутреннего туризма является одним из приоритетных направлений государственного регулирования туристской деятельности, наряду с поддержкой и развитием въездного, социального и самодеятельного туризма. Внутренний организованный туризм, связанный со многими сферами общественной жизни, способствует социально-экономическому росту регионов России, пополняет бюджет, развивает инфраструктуру, создает рабочие места, способствует тому, что граждане не вывозят валюту из страны.
Федеральным законом от 24 ноября 1996 г. N 132-ФЗ «Об основах туристской деятельности в Российской Федерации» определено, что размер финансового обеспечения для туристических операторов, осуществляющих деятельность в сфере внутреннего туризма не может быть менее 500 тысяч рублей.
Приказом Федерального агентства по туризму № 69 от 18.07.2001 был принят «Порядок определения внутреннего туристского потока в Российской
Федерации и о вкладе туризма в экономику субъектов Российской Федерации», что послужило единой методической основой для выявления социально-экономического значения туризма
и проведения сравнительного его анализа по регионам России, а также стало этапом в развитии ведомственной статистики туризма в регионах.
1 августа 2008 года в городе Угличе состоялось совещание под председательством Президента России Дмитрия Медведева с главами городов «Золотого кольца России» по вопросам развития внутреннего туризма и проблемам местного самоуправления. Посде данного совещания был принят Федеральный закон № 281-ФЗ от 25 декабря 2008 г. «О внесении изменений в отдельные законодательные акты Российской Федерации», в рамках которого внесены изменения в Федеральный закон от 6 октября 2003 г. № 131-ФЗ «Об общих принципах организации местного самоуправления в Российской Федерации». Благодаря Закону органы местного самоуправления имеют право на создание условий для развития туризма.
В посланиях Президента Российской Федерации Федеральному Собранию Российской Федерации от 12 ноября 2009 г. и от 30 ноября 2010 г. отмечено, что необходимо с особым вниманием относиться к формированию условий для здорового образа жизни. В связи с этим развитие внутреннего туризма становится актуальной задачей и одним из инструментов оздоровления нации.
Также правительством утверждена федеральная целевая программа «Развитие внутреннего и въездного туризма в Российской Федерации (2011—2018 годы)»
20 сентября 2019 года Распоряжением Правительства Российской Федерации от № 2129-р принята Стратегия развития туризма в Российской Федерации на период до 2035 года, которая направлена на комплексное развитие внутреннего и въездного туризма в Российской Федерации за счет создания условий для формирования и продвижения качественного и конкурентоспособного туристского продукта на внутреннем и международном туристских рынках, усиление социальной роли туризма и обеспечение доступности туристских услуг, отдыха и оздоровления для граждан Российской Федерации. Ожидается, что в результате реализации Стратегии к 2035 году количество внутренних туристских поездок на одного жителя увеличится более чем в два раза.
Одной из задач Стратегии развития туризма в Российской Федерации на период до 2035 года является проработка мер по стимулированию внутреннего детского туризма в форме «туристского сертификата», дающего право на льготы детям на образовательные туры с посещением объектов показа или объектов общенационального значения, которые повысят доступность туризма для детей и будут способствовать патриотическому воспитанию молодого поколения. Регулярное проведение системообразующих массовых туристско-краеведческих мероприятий (слетов, соревнований, экспедиций, лагерей, конференций и др.) различного масштаба (от муниципального до федерального уровня) обеспечит вовлечение большого количества детей без значительных затрат на транспортировку. Также предполагается вовлечь в туристскую деятельность детей-инвалидов за счет разработки и реализация мер по расширению возможностей участия детей-инвалидов в туристских мероприятиях, проводимых в условиях природной среды. Ожидается, что в результате реализации Стратегии к 2035 году количество детей, отдохнувших в детских оздоровительных лагерях, должно увеличиться до 10 миллионов человек в год.
Мероприятия, направленные на увеличение внутреннего потребления туристских продуктов в Стратегии развития туризма в Российской Федерации на период до 2035 года названы первоочередными в рамках стимулирования спроса на туристский продукт. Ожидается, что основными источниками роста внутреннего туризма станут переориентация выездного туристского потока на внутренний рынок и создание условий по стимулированию отложенного спроса потенциальных внутренних туристов, в том числе вовлечение в туризм жителей, которые ранее не совершали поездок.